# İbrahimkənd
İbrahimkənd è un comune dell'Azerbaigian situato nel distretto di Şəki. Conta una popolazione di 672 abitanti.